# شعب الكامبا
شعب الكامبا أوالأكامبا هم مجموعة عرقية من شعب البانتو - أو قبيلة - تعيش بشكل أساسي في مناطق كينيا الممتدة من نيروبي حتى تسافو وشمالًا إلى إمبو، في الجزء الجنوبي من المحافظة الشرقية السابقة. تسمى هذه الأرض أوكامباني وتشكل محافظة ماكويني، ومحافظة كيتوي، ومحافظة ماتشاكوس. كما أنهم يشكلون ثاني أكبر مجموعة عرقية في 8 محافظات بما في ذلك محافظتي نيروبي ومومباسا.
تختلف المصادر فيما إذا كان شعب الكامبا هم ثالث، أو رابع، أو خامس أكبر مجموعة عرقية في كينيا. وهم يشكلون ما يصل إلى 11 في المائة من سكان كينيا. يتحدثون لغة البانتو كيكامبا كلغة أم. ويبلغ إجمالي تعداد شعب الكامبا أكثر من 4.66 مليون نسمة. ويطلق عليهم أيضًا اسم أكامبا أو ويكامبا.

## الأصل
يعود أصل شعب الكامبا إلى شعوب البانتو. ويرتبطون ارتباطًا وثيقًا باللغة والثقافة بشعوب الكيكويو، والإمبو، والإمبير، والميرو، ويرتبطون ارتباطًا وثيقًا إلى حد ما بشعوب الديغو والغيرياما على الساحل الكيني. تتركز شعوب الكامبا في سهول جنوب شرق كينيا من المنطقة المجاورة لجبل كينيا حتى الساحل.
استقرت المجموعة الأولى من شعب الكامبا في تلال إمبوني الحالية في منطقة ماتشاكوس في كينيا في النصف الثاني من القرن السابع عشر، قبل أن تنتشر إلى مناطق ماتشاكوس، وماكويني، وكيتوي الكبرى.
تشير مستندات أخرى إلى أنهم وصلوا إلى سهولهم الحالية الواقعة شرق منطقة جبل كينيا المأهولة بالسكان، قادمين من مستوطنات سابقة أبعد باتجاه الشمال والشرق، بينما يجادل آخرون بأن شعب الكامبا، إضافةً إلى جيرانهم شديدي القرب من شعوب البانتو، والكيكويو، الإمبو، والإمبير، والميرو انتقلوا إلى كينيا من نقاط بعيدة باتجاه الجنوب.

## التوزع
يعيش القسم الأكبر من شعب الأكامبا في كينيا، ويتركزون في المحافظات الشرقية الدنيا من ماتشاكوس، وكيتوي، وماكويني.
وفقًا للإحصاء الوطني لعام 2019، كان هناك 4،663،910 من شعب الأكامبا في كينيا، وبذلك يكونوا خامس أكبر قبيلة من حيث عدد السكان في البلاد. تعد ماتشاكوس الأكثر اكتظاظًا بالسكان من بين مقاطعات أوكامباني الثلاث، حيث يبلغ عدد سكانها 1421.932 نسمة. وتليها كيتوي (1136187 نسمة)، ثم ماكويني (987653 نسمة). ويشكل الأكامبا ثاني أكبر تركيبة سكانية عرقية في جميع المدن الحضرية - محافظات نيروبي، ومومباسا وكذلك مقاطعات تايتا – تيفاتا، وكيامبو، وميرانغا، وكيرينياغا، وكوالي، وكيليفي. كما أنهم يشكلون ثالث أكبر مجموعة عرقية في محافظات إمبو، وغاريسا، وميرو، وكاجيادو. في محافظة إمبو، يعيش الكامبا في منطقة إمبيري الجنوبية وفي مقاطعة تايتا -تيفاتا يتركزون بشكل أساسي في منطقة تيفاتا. يتشاركون حدودًا مع شعب الماساي ويفصل بينهم حرفيًا السكك الحديدية الكينية الأوغندية من نهر آثي حتى كيبويزي. حتى أواخر القرن العشرين، كانت جماعات الماساي والأكامبا منخرطة في صراعات مستمرة بشأن سرقة الماشية والمراعي خاصة في سهول كونزا الغنية بالمراعي. اجتذب هذا الأمر اهتمام الحكومة الاستعمارية التي أنشأت الجمعية التعاونية ثم أشأت لاحقًا مزارع كونزا، وبوثا، وماليلي حيث سيكون موقع مدينة كونزا التكنولوجية المقترحة.

## شعب الكامبا خارج كينيا
بعيدًا عن كينيا، يمكن العثور على شعب الكامبا أيضًا في أوغندا، وتنزانيا، والباراغواي. يبلغ تعداد الأكامبا في أوغندا حوالي 8280 نسمة، و 110,000 نسمة في تنزانيا، وحوالي 10000 نسمة في الباراغواي.
يشكل شعب الكامبا في دولة الباراغواي في أمريكا الجنوبية مجموعتين: الكامبا كوا، والكامبا كوكو وتعد المجموعة الأولى الأكثر شهرةً. وصل الكامبا إلى الباراغواي بصفة أعضاء في فوج مكون من 250 رجل وامرأة من حملة الرماح ('إيلانسيروس دي أرتيغاس')، رافقوا الجنرال خوسيه خيرفاسيو أرتيغاس، في منفاه في الباراغواي في عام 1820. تشتهر فرقة كامبا كوا برقص الباليه الأفريقية التقليدية التي توصف بأنها «الهوية الثقافية المركزية للمجتمع بارغواي الأفريقي».

## اللغة
يتحدث شعب الكامبا لغة الكامبا (المعروفة أيضًا باسم كيكامبا) كلغة أم. وتنتمي هذه اللغة إلى لغة البانتو وهي فرع من عائلة اللغة النيجرية والكونغوية. لا تتضمن أبجدية لغة الكيكامبا على أحرف سي، وإف، و جاي، وآر، وإكس، وكيو، وبّي. تكشف اللغة السواحلية عن علاقات أوثق مع اللغة الأم لشعب الأكامبا، ويرجع ذلك إلى عمليات الاختلاط المتنوعة للأكامبا مع التجار العرب لقرون عدة.

## الاقتصاد
مثل العديد من شعب البانتو، عمل شعب الأكامبا في الأصل كصيادين وجامعين، وأصبحوا تجارًا على مستوى مسافات بعيدة بسبب معرفتهم بالمناطق الشاسعة التي يسكنوها، وعلاقاتهم الجيدة مع المجتمعات المجاورة، بالإضافة إلى مهارات التواصل الممتازة، واعتمدوا فيما بعد زراعة الكفاف، والرعي بسبب وفرة الأراضي الجديدة التي جاءوا لاحتلالها.
غالبًا ما يعمل شعب الأكامبا اليوم، في مهن مختلفة: بعضهم مزارعون، والبعض الآخر تجار، بينما شغل آخرون وظائف رسمية. زاول الأكامبا الذين امتدت مجموعاتهم عبر السهول الشرقية لكينيا، التجارة بالمقايضة أيضًا مع شعوب الكيكويو، والماساي، والميرو، والإمبو في الداخل والميجيكندا والعرب على الساحل.
مع مرور الوقت، وسع الأكامبا نشاطهم التجاري وسيطروا على الاقتصاد في وسط الأرض التي عُرفت فيما بعد باسم كينيا (في لغة الكيكامبا، كينيا تعني، «بلد النعام» التي استُمدت من إشارتهم إلى جبل كينيا وقمته الثلجية التي تشبه ذكر النعام)، من المحيط الهندي في الشرق إلى بحيرة فيكتوريا في الغرب، وصولًا إلى بحيرة توركانا على الحدود الشمالية. تاجر الأكامبا بالسلع المنتجة محليًا مثل نبيذ قصب السكر، والعاج، والتمائم النحاسية، والأدوات، والأسلحة، والدخن، والماشية. ساعد الطعام الذي حصلوا عليه من التجارة في تعويض النقص الناتج عن الجفاف والمجاعات التي عانت منها أراضيهم في كامبا.
تاجروا أيضًا بالمنتجات الطبية المعروفة باسم «ميتي» (تترجم حرفيًا: النباتات)، المصنوعة من أجزاء مختلفة من النباتات الطبية العديدة الموجودة في سهول جنوب شرق إفريقيا. اشتهر مانغي إندونين إمبيتي، الذي يشار إليه عادةً من قبل أقرانه والسكان المحليين باسم كاني، من قرية كيموتوا في ماتشاكوس، بتركيبة من الأعشاب العطرية الممزوجة بنبيذ مخمّر محلي (كالوفو) له القدرة على شفاء الدمامل السرطانية (مييمو).[بحاجة لمصدر] ما يزال شعب الأكامبا مشهورين بعملهم المتقن في الحفر على الخشب، وصناعة السلال، والفخار، والمنتجات. يتجلى ميلهم الفني في أعمال النحت المعروضة في العديد من متاجر الحرف اليدوية وصالات العرض في المدن والبلدات الرئيسية في كينيا.
في منتصف القرن الثامن عشر، انتقل عدد كبير من مجموعات الأكامبا الرعوية باتجاه الشرق من منطقتي تسافو وكيبويزي إلى الساحل. كانت هذه الهجرة بسبب نقص المراعي والجفاف الشديد التي حل بماشيتهم. واستقروا في مناطق مارياكاني، وكينانغو، وكوالي، ومومباسا الغربية (تشانغاموي وشاني)، ومومباسا الشمالية (كيسوني) على ساحل كينيا، مشكلين بذلك بدايات الاستيطان الحضري. وما زالوا موجودين بأعداد كبيرة في هذه المدن، وقد استوعبوا ضمن الحياة الثقافية، والاقتصادية، والسياسية، لمقاطعة الساحل الحديثة. العديد من رجال ونساء الأعمال والسياسيين البارزين وكذلك الرجال والنساء المحترفين هم أحفاد هؤلاء السلالة من الرعاة المتجولين.